# Rebecca Passler
Rebecca Passler (ur. 31 sierpnia 2001 w Bruneck) – włoska biathlonistka, wielokrotna medalistka mistrzostw świata juniorów.

## Kariera
Po raz pierwszy na arenie międzynarodowej pojawiła się w 2019 roku, startując na mistrzostwach świata juniorów w Osrblie, gdzie zajęła między innymi szóste miejsce w sztafecie i dziesiąte w biegu indywidualnym. Rok później wystartowała na mistrzostwach świata juniorów w Lenzerheide, zdobywając srebrne medale w obu tych konkurencjach. Kolejne trzy wywalczyła podczas mistrzostw świata juniorów w Obertilliach w 2021 roku, zajmując drugie miejsce w sprincie i sztafecie oraz trzecie w biegu indywidualnym. Ponadto zwyciężyła w sztafecie oraz zajęła drugie miejsce w sprincie na mistrzostwach świata juniorów w Soldier Hollow w 2022 roku.
W zawodach Pucharu Świata zadebiutowała 27 listopada 2021 roku w Östersund, zajmując 94. miejsce w biegu indywidualnym. Pierwsze punkty wywalczyła 3 grudnia 2022 roku w Kontiolahti, gdzie zajęła 17. miejsce w sprincie.

## Osiągnięcia

### Mistrzostwa świata
| Rok  | Miejscowość | Konkurencje | Konkurencje | Konkurencje | Konkurencje | Konkurencje | Konkurencje | Konkurencje |
| Rok  | Miejscowość | IN          | SP          | PU          | MS          | RL          | MR          | SR          |
| ---- | ----------- | ----------- | ----------- | ----------- | ----------- | ----------- | ----------- | ----------- |
| 2023 | Oberhof     | 28.         | 34.         | 45.         | –           | –           | –           | –           |
| 2024 | Nové Město  | 75.         | –           | –           | –           | 11.         | –           | –           |

### Mistrzostwa świata juniorów
| Rok  | Miejscowość    | Konkurencje | Konkurencje | Konkurencje | Konkurencje | Konkurencje | Konkurencje | Konkurencje |
| Rok  | Miejscowość    | IN          | SP          | PU          | MS          | RL          | MR          | SR          |
| ---- | -------------- | ----------- | ----------- | ----------- | ----------- | ----------- | ----------- | ----------- |
| 2019 | Osrblie        | 10.         | 36.         | 28.         | nd.         | 6.          | nd.         | nd.         |
| 2020 | Lenzerheide    | 2.          | 13.         | 9.          | nd.         | 2.          | nd.         | nd.         |
| 2021 | Obertilliach   | 10.         | 2.          | 3.          | nd.         | 2.          | nd.         | nd.         |
| 2022 | Soldier Hollow | 14.         | 2.          | 12.         | nd.         | 1.          | nd.         | nd.         |

### Puchar Świata

#### Miejsca w klasyfikacji generalnej
| Sezon     | Miejsce |
| --------- | ------- |
| 2021/2022 | -       |
| 2022/2023 | 39.     |
| 2023/2024 | 47.     |
| 2024/2025 | 88.     |